# Bahnstrecke Görlitz–Dresden
| Ausschnitt aus Streckenkarte Sachsen 1902 |                                                      |                                             |                                             |
| Streckennummer: | 6212; sä. GD                                         |                                             |                                             |
| Kursbuchstrecke (DB): | 230                                                  |                                             |                                             |
| Streckenlänge: | 102,100 km                                           |                                             |                                             |
| Spurweite: | 1435 mm (Normalspur)                                 |                                             |                                             |
| Streckenklasse: | D4                                                   |                                             |                                             |
| Stromsystem: | Dresden-Klotzsche–Dresden-Neustadt: 15 kV, 16,7 Hz ~ |                                             |                                             |
| Maximale Neigung: | 19 ‰                                                 |                                             |                                             |
| Minimaler Radius: | 429 m                                                |                                             |                                             |
| Streckengeschwindigkeit: | 140 km/h                                             |                                             |                                             |
| Zugbeeinflussung: | PZB                                                  |                                             |                                             |
| |                                                      |                                             |                                             |
| \| \| \| von (Wrocław–) Węgliniec und von Wałbrzych \| \| \| \| \| von (Zawidów–) Hagenwerder \| \| \| \| 0,000 \| Görlitz \| 221 m \| \| \| \| nach Rbf Schlauroth–Abzw Schlauroth \| \| \| \| \| nach Berlin Görlitzer Bf \| \| \| \| 0,600 \| EÜ Bundesstraße 99 (30 m) \| EÜ Bundesstraße 99 (30 m) \| \| \| 1,200 \| EÜ Rauschwalder Straße (40 m) \| EÜ Rauschwalder Straße (40 m) \| \| \| 3,150 \| Görlitz-Rauschwalde seit 1999 \| 225 m \| \| \| 3,904 \| Schlauroth Hp 1907–1999 \| 234 m \| \| \| 4,185 \| Schlauroth bis 1907 \| 234 m \| \| \| \| von Görlitz–Rbf Schlauroth \| \| \| \| 4,260 \| Abzw Schlauroth \| Abzw Schlauroth \| \| \| 4,285 \| EÜ Görlitzer Straße (12 m) Staatsstraße 125 \| EÜ Görlitzer Straße (12 m) Staatsstraße 125 \| \| \| 6,900 \| Bk Markersdorf \| 245 m \| \| \| 8,350 \| Brücke Friedersdorfer Wasser (15 m) \| Brücke Friedersdorfer Wasser (15 m) \| \| \| 9,850 \| Gersdorf b Görlitz \| 250 m \| \| \| 9,943 \| Brücke Gersdorf (20 m) \| Brücke Gersdorf (20 m) \| \| \| 14,040 \| Reichenbach (OL) \| 250 m \| \| \| 14,850 \| ehem. Landesgrenze Sachsen–Preußen \| ehem. Landesgrenze Sachsen–Preußen \| \| \| 15,550 \| Brücke Sohland (32 m) \| Brücke Sohland (32 m) \| \| \| 17,670 \| Zoblitz \| 243 m \| \| \| 19,90 \| Brücke Rosenhainer Wasser (30 m) \| Brücke Rosenhainer Wasser (30 m) \| \| \| 20,480 \| Bk Rosenhain \| 245 m \| \| \| 23,60 \| Löbau (Sachs) Ost nur 1945 \| 260 m \| \| \| 23,809 \| Viadukt Löbau (190 m), Löbauer Wasser \| Viadukt Löbau (190 m), Löbauer Wasser \| \| \| 24,230 \| Löbau (Sachs) \| 263 m \| \| \| \| nach Ebersbach (Sachs) und nach Zittau \| \| \| \| \| nach Großpostwitz \| \| \| \| \| nach Radibor (Sachs) \| \| \| \| 27,260 \| Bk Laucha \| Bk Laucha \| \| \| 30,443 \| Breitendorf (ehem. Bf) \| 259 m \| \| \| 33,762 \| Viadukt Kupritz (96 m; Niethener Viadukt) \| Viadukt Kupritz (96 m; Niethener Viadukt) \| \| \| 34,562 \| Pommritz \| 237 m \| \| \| 39,477 \| Kubschütz \| 225 m \| \| \| 43,050 \| Bk Falkenberg \| Bk Falkenberg \| \| \| \| von Bad Schandau \| \| \| \| \| Anst Alstom, Werk Bautzen \| \| \| \| 45,912 \| Bautzen \| 203 m \| \| \| 46,661 \| Spreeviadukt (225 m) \| Spreeviadukt (225 m) \| \| \| 47,870 \| Abzw Stiebitz \| 210 m \| \| \| 47,905 \| nach Hoyerswerda \| nach Hoyerswerda \| \| \| 51,000 \| Abzw Grubschütz \| 224 m \| \| \| 53,996 \| Seitschen (ehem. Bf) \| 241 m \| \| \| 56,680 \| Bk Zockau \| Bk Zockau \| \| \| \| Anst Granitwerke Demitz-Thumitz \| \| \| \| \| Brücke Naundorfer Wasser \| 238 m \| \| \| 59,856 \| Viadukt Demitz (220 m), Schwarzwasser \| Viadukt Demitz (220 m), Schwarzwasser \| \| \| 60,323 \| Demitz-Thumitz \| 264 m \| \| \| \| von Kamenz (Sachs) \| \| \| \| \| von Neukirch (Lausitz) West \| \| \| \| 64,933 \| Bischofswerda \| 288 m \| \| \| 67,763 \| Weickersdorf (Sachs) \| 280 m \| \| \| 70,690 \| Bk Kleindrebnitz \| Bk Kleindrebnitz \| \| \| 71,370 \| Wesenitzbrücke (34 m) \| Wesenitzbrücke (34 m) \| \| \| 72,471 \| Großharthau (ehem. Bf) \| 281 m \| \| \| 75,710 \| Bk Seeligstadt \| Bk Seeligstadt \| \| \| 78,410 \| Fischbach bis 1877 \| 257 m \| \| \| 78,470 \| Bk Fischbach \| Bk Fischbach \| \| \| \| von Pirna \| \| \| \| 80,196 \| Arnsdorf (b Dresden) seit 1875 \| 250 m \| \| \| \| nach Kamenz (Sachs) \| \| \| \| 81,890 \| Arnsdorf West \| Arnsdorf West \| \| \| 83,089 \| Brücke Rödertal (67 m) \| Brücke Rödertal (67 m) \| \| \| 83,220 \| Brücke Rödertal (57 m) \| Brücke Rödertal (57 m) \| \| \| 83,280 \| Kleinwolmsdorf \| Kleinwolmsdorf \| \| \| 83,884 \| Brücke Rödertal (32 m) \| Brücke Rödertal (32 m) \| \| \| 85,566 \| Radeberg \| 243 m \| \| \| 87,650 \| Bk Lotzdorf \| Bk Lotzdorf \| \| \| 90,940 \| Langebrück (Sachs) (ehem. Bf) \| 222 m \| \| \| 92,810 \| Bk Heide \| Bk Heide \| \| \| 94,00 \| von Straßgräbchen-Bernsdorf \| von Straßgräbchen-Bernsdorf \| \| \| \| von Dresden Flughafen \| \| \| \| 94,60 \| Dresden-Klotzsche Bbf \| Dresden-Klotzsche Bbf \| \| \| 95,365 \| Dresden-Klotzsche \| 191 m \| \| \| 95,480 \| Brücke Nesselgrund (60 m) \| Brücke Nesselgrund (60 m) \| \| \| 98,120 \| Bk Hellerau \| Bk Hellerau \| \| \| 98,90 \| Dresden Arsenal (1917–1921) \| 158 m \| \| \| 99,230 \| Dresden Industriegelände \| 152 m \| \| \| 100,178 \| von Dresden-Albertstadt \| von Dresden-Albertstadt \| \| \| 100,425 \| Bk Albertstadt \| Bk Albertstadt \| \| \| 100,550 \| Dresden-Albertstadt (nie fertiggestellt) \| Dresden-Albertstadt (nie fertiggestellt) \| \| \| \| von Leipzig Hbf \| \| \| \| \| Verbindungskurve nach Dresden-Neustadt Gbf \| \| \| \| 102,100 \| Dresden-Neustadt \| 118 m \| \| \| \| nach Dresden Hbf–Děčín hl.n. \| \| \| \| \| \| \| \| Quellen: [1][2] \| \| \| \| |                                                      |                                             |                                             |
| Strecke |                                                      | von (Wrocław–) Węgliniec und von Wałbrzych  | von (Wrocław–) Węgliniec und von Wałbrzych  |
| Abzweig geradeaus und von rechts |                                                      | von (Zawidów–) Hagenwerder                  | von (Zawidów–) Hagenwerder                  |
| Bahnhof | 0,000                                                | Görlitz                                     | 221 m                                       |
| Abzweig geradeaus und nach rechts |                                                      | nach Rbf Schlauroth–Abzw Schlauroth         | nach Rbf Schlauroth–Abzw Schlauroth         |
| Abzweig geradeaus und nach rechts |                                                      | nach Berlin Görlitzer Bf                    | nach Berlin Görlitzer Bf                    |
| Brücke | 0,600                                                | EÜ Bundesstraße 99 (30 m)                   | EÜ Bundesstraße 99 (30 m)                   |
| Brücke | 1,200                                                | EÜ Rauschwalder Straße (40 m)               | EÜ Rauschwalder Straße (40 m)               |
| Haltepunkt / Haltestelle | 3,150                                                | Görlitz-Rauschwalde seit 1999               | 225 m                                       |
| ehemaliger Haltepunkt / Haltestelle | 3,904                                                | Schlauroth Hp 1907–1999                     | 234 m                                       |
| ehemaliger Haltepunkt / Haltestelle | 4,185                                                | Schlauroth bis 1907                         | 234 m                                       |
| Abzweig geradeaus und ehemals von rechts |                                                      | von Görlitz–Rbf Schlauroth                  | von Görlitz–Rbf Schlauroth                  |
| ehemalige Blockstelle | 4,260                                                | Abzw Schlauroth                             | Abzw Schlauroth                             |
| Brücke | 4,285                                                | EÜ Görlitzer Straße (12 m) Staatsstraße 125 | EÜ Görlitzer Straße (12 m) Staatsstraße 125 |
| ehemalige Blockstelle | 6,900                                                | Bk Markersdorf                              | 245 m                                       |
| Brücke | 8,350                                                | Brücke Friedersdorfer Wasser (15 m)         | Brücke Friedersdorfer Wasser (15 m)         |
| Haltepunkt / Haltestelle | 9,850                                                | Gersdorf b Görlitz                          | 250 m                                       |
| Brücke | 9,943                                                | Brücke Gersdorf (20 m)                      | Brücke Gersdorf (20 m)                      |
| Bahnhof | 14,040                                               | Reichenbach (OL)                            | 250 m                                       |
| Grenze | 14,850                                               | ehem. Landesgrenze Sachsen–Preußen          | ehem. Landesgrenze Sachsen–Preußen          |
| Brücke | 15,550                                               | Brücke Sohland (32 m)                       | Brücke Sohland (32 m)                       |
| Haltepunkt / Haltestelle | 17,670                                               | Zoblitz                                     | 243 m                                       |
| Brücke | 19,90                                                | Brücke Rosenhainer Wasser (30 m)            | Brücke Rosenhainer Wasser (30 m)            |
| ehemalige Blockstelle | 20,480                                               | Bk Rosenhain                                | 245 m                                       |
| ehemaliger Haltepunkt / Haltestelle | 23,60                                                | Löbau (Sachs) Ost nur 1945                  | 260 m                                       |
| Brücke über Wasserlauf | 23,809                                               | Viadukt Löbau (190 m), Löbauer Wasser       | Viadukt Löbau (190 m), Löbauer Wasser       |
| Bahnhof | 24,230                                               | Löbau (Sachs)                               | 263 m                                       |
| Abzweig geradeaus und nach links |                                                      | nach Ebersbach (Sachs) und nach Zittau      | nach Ebersbach (Sachs) und nach Zittau      |
| Abzweig geradeaus und ehemals nach links |                                                      | nach Großpostwitz                           | nach Großpostwitz                           |
| Abzweig geradeaus und ehemals nach rechts |                                                      | nach Radibor (Sachs)                        | nach Radibor (Sachs)                        |
| ehemalige Blockstelle | 27,260                                               | Bk Laucha                                   | Bk Laucha                                   |
| Haltepunkt / Haltestelle | 30,443                                               | Breitendorf (ehem. Bf)                      | 259 m                                       |
| Brücke | 33,762                                               | Viadukt Kupritz (96 m; Niethener Viadukt)   | Viadukt Kupritz (96 m; Niethener Viadukt)   |
| Bahnhof | 34,562                                               | Pommritz                                    | 237 m                                       |
| Haltepunkt / Haltestelle | 39,477                                               | Kubschütz                                   | 225 m                                       |
| ehemalige Blockstelle | 43,050                                               | Bk Falkenberg                               | Bk Falkenberg                               |
| Abzweig geradeaus und ehemals von links |                                                      | von Bad Schandau                            | von Bad Schandau                            |
| Abzweig geradeaus und von links |                                                      | Anst Alstom, Werk Bautzen                   | Anst Alstom, Werk Bautzen                   |
| Bahnhof | 45,912                                               | Bautzen                                     | 203 m                                       |
| Brücke über Wasserlauf | 46,661                                               | Spreeviadukt (225 m)                        | Spreeviadukt (225 m)                        |
| ehemalige Blockstelle | 47,870                                               | Abzw Stiebitz                               | 210 m                                       |
| Abzweig geradeaus und ehemals nach rechts | 47,905                                               | nach Hoyerswerda                            | nach Hoyerswerda                            |
| ehemalige Blockstelle | 51,000                                               | Abzw Grubschütz                             | 224 m                                       |
| Haltepunkt / Haltestelle | 53,996                                               | Seitschen (ehem. Bf)                        | 241 m                                       |
| ehemalige Blockstelle | 56,680                                               | Bk Zockau                                   | Bk Zockau                                   |
| Abzweig geradeaus und ehemals von links |                                                      | Anst Granitwerke Demitz-Thumitz             | Anst Granitwerke Demitz-Thumitz             |
| Brücke |                                                      | Brücke Naundorfer Wasser                    | 238 m                                       |
| Brücke | 59,856                                               | Viadukt Demitz (220 m), Schwarzwasser       | Viadukt Demitz (220 m), Schwarzwasser       |
| Haltepunkt / Haltestelle | 60,323                                               | Demitz-Thumitz                              | 264 m                                       |
| Abzweig geradeaus und ehemals von rechts |                                                      | von Kamenz (Sachs)                          | von Kamenz (Sachs)                          |
| Abzweig geradeaus und von links |                                                      | von Neukirch (Lausitz) West                 | von Neukirch (Lausitz) West                 |
| Bahnhof | 64,933                                               | Bischofswerda                               | 288 m                                       |
| Haltepunkt / Haltestelle | 67,763                                               | Weickersdorf (Sachs)                        | 280 m                                       |
| ehemalige Blockstelle | 70,690                                               | Bk Kleindrebnitz                            | Bk Kleindrebnitz                            |
| Brücke | 71,370                                               | Wesenitzbrücke (34 m)                       | Wesenitzbrücke (34 m)                       |
| Haltepunkt / Haltestelle | 72,471                                               | Großharthau (ehem. Bf)                      | 281 m                                       |
| ehemalige Blockstelle | 75,710                                               | Bk Seeligstadt                              | Bk Seeligstadt                              |
| ehemaliger Bahnhof | 78,410                                               | Fischbach bis 1877                          | 257 m                                       |
| ehemalige Blockstelle | 78,470                                               | Bk Fischbach                                | Bk Fischbach                                |
| Abzweig geradeaus und ehemals von links |                                                      | von Pirna                                   | von Pirna                                   |
| Bahnhof | 80,196                                               | Arnsdorf (b Dresden) seit 1875              | 250 m                                       |
| Abzweig geradeaus, nach rechts und von rechts |                                                      | nach Kamenz (Sachs)                         | nach Kamenz (Sachs)                         |
| Blockstelle | 81,890                                               | Arnsdorf West                               | Arnsdorf West                               |
| Brücke | 83,089                                               | Brücke Rödertal (67 m)                      | Brücke Rödertal (67 m)                      |
| Brücke | 83,220                                               | Brücke Rödertal (57 m)                      | Brücke Rödertal (57 m)                      |
| ehemalige Blockstelle | 83,280                                               | Kleinwolmsdorf                              | Kleinwolmsdorf                              |
| Brücke | 83,884                                               | Brücke Rödertal (32 m)                      | Brücke Rödertal (32 m)                      |
| Bahnhof | 85,566                                               | Radeberg                                    | 243 m                                       |
| ehemalige Blockstelle | 87,650                                               | Bk Lotzdorf                                 | Bk Lotzdorf                                 |
| Haltepunkt / Haltestelle | 90,940                                               | Langebrück (Sachs) (ehem. Bf)               | 222 m                                       |
| ehemalige Blockstelle | 92,810                                               | Bk Heide                                    | Bk Heide                                    |
| Abzweig geradeaus und von rechts | 94,00                                                | von Straßgräbchen-Bernsdorf                 | von Straßgräbchen-Bernsdorf                 |
| Abzweig geradeaus und von rechts |                                                      | von Dresden Flughafen                       | von Dresden Flughafen                       |
| Dienststation / Betriebs- oder Güterbahnhof | 94,60                                                | Dresden-Klotzsche Bbf                       | Dresden-Klotzsche Bbf                       |
| Bahnhof | 95,365                                               | Dresden-Klotzsche                           | 191 m                                       |
| Brücke | 95,480                                               | Brücke Nesselgrund (60 m)                   | Brücke Nesselgrund (60 m)                   |
| ehemalige Blockstelle | 98,120                                               | Bk Hellerau                                 | Bk Hellerau                                 |
| ehemaliger Haltepunkt / Haltestelle | 98,90                                                | Dresden Arsenal (1917–1921)                 | 158 m                                       |
| Haltepunkt / Haltestelle | 99,230                                               | Dresden Industriegelände                    | 152 m                                       |
| Abzweig geradeaus und ehemals von links | 100,178                                              | von Dresden-Albertstadt                     | von Dresden-Albertstadt                     |
| ehemalige Blockstelle | 100,425                                              | Bk Albertstadt                              | Bk Albertstadt                              |
| ehemaliger Haltepunkt / Haltestelle | 100,550                                              | Dresden-Albertstadt (nie fertiggestellt)    | Dresden-Albertstadt (nie fertiggestellt)    |
| Abzweig geradeaus und von rechts |                                                      | von Leipzig Hbf                             | von Leipzig Hbf                             |
| Abzweig geradeaus und ehemals nach rechts |                                                      | Verbindungskurve nach Dresden-Neustadt Gbf  | Verbindungskurve nach Dresden-Neustadt Gbf  |
| Bahnhof | 102,100                                              | Dresden-Neustadt                            | 118 m                                       |
| Strecke |                                                      | nach Dresden Hbf–Děčín hl.n.                | nach Dresden Hbf–Děčín hl.n.                |
| |                                                      |                                             |                                             |
| Quellen: |                                                      |                                             |                                             |

Die Bahnstrecke Görlitz–Dresden ist eine zweigleisige Hauptbahn in Sachsen, die ursprünglich durch die Sächsisch-Schlesische Eisenbahngesellschaft erbaut und betrieben wurde. Sie verläuft von Görlitz über Löbau, Bautzen und Bischofswerda nach Dresden. Die Strecke ist Teil der überregionalen Verbindung von Breslau nach Dresden und des Paneuropäischen Verkehrskorridors III.

## Geschichte
Siehe auch: Sächsisch-Schlesische Eisenbahngesellschaft

### Bau und Eröffnung
Mit einem Staatsvertrag zwischen Preußen und Sachsen am 24. Juli 1843 über eine grenzüberschreitende Bahnlinie und den beabsichtigten Anschluss an die Niederschlesisch-Märkische Eisenbahnstrecke von Görlitz nach Kohlfurt begann die Geschichte der Bahnstrecke zwischen Görlitz und Dresden. Der Staatsvertrag enthielt die Bedingung, die Strecke innerhalb von vier Jahren fertigzustellen. Für den Bau der Strecke wurde die Sächsisch-Schlesische Eisenbahngesellschaft gegründet, die über ein Anlagekapital in Höhe von sechs Millionen Talern verfügte. Die sächsische Regierung beteiligte sich an der Gesellschaft zu einem Drittel und verpflichtete die Gesellschaft, eine Zweigbahn von Löbau nach Zittau zu bauen.

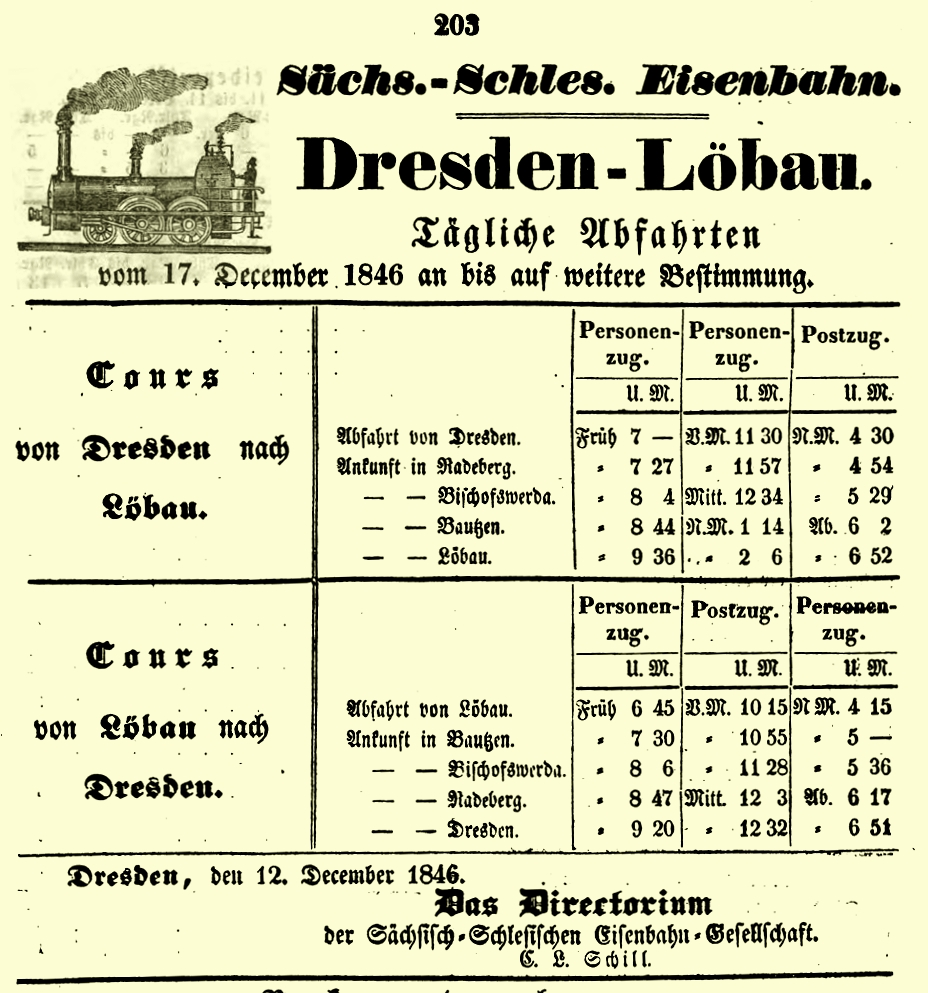
Fahrplan der Teilstrecke Dresden – Löbau ab 17. December 1846

Mit dem Bau wurde am 10. Mai 1844 von Dresden (Schlesischer Bahnhof) aus begonnen. Am 17. November 1845 wurde das erste Teilstück bis Radeberg für den Verkehr freigegeben. Dank der rasch voranschreitenden Arbeiten folgten am 21. Dezember 1845 Bischofswerda, am 23. Juni 1846 Bautzen und am 17. Dezember 1846 mit täglich zwei Personen- und einem Postzug bis Löbau.
Der Eröffnungszug, der am 16. Dezember 1846 in Bautzen startete, blieb bereits vier Kilometer östlich von Bautzen in heftigen Schneeverwehungen bei Rabitz in einem Einschnitt stecken. Der nach Bautzen losgeschickte Bremser musste jedoch erst eine Reservelok anheizen, derweil liefen die Festgäste, die im Zug festsaßen, zurück nach Bautzen. Auf preußischer Seite begannen die Erdarbeiten bei Reichenbach/O.L. im Oktober 1845. Allein an dem Durchstich zwischen Reichenbach und Gersdorf arbeiteten bis zu 800 Mann gleichzeitig, jedoch zwang der schneereiche Winter 1846/1847 zur Einstellung der Arbeiten. Am 29. April 1847 fand die Erprobungsfahrt zwischen Löbau und Reichenbach statt; am 1. Juli des gleichen Jahres wurde der Abschnitt eröffnet.
Am 1. September 1847 erfolgte die feierliche Eröffnung der 102,2 Kilometer langen Gesamtstrecke von Görlitz nach Dresden sowie der Strecke von Görlitz nach Kohlfurt.
Am 1. Februar 1851 übernahm der sächsische Staat die Sächsisch-Schlesische Eisenbahngesellschaft. Sie wurde fortan von der „Königlichen Direction der sächsisch-böhmischen und sächsisch-schlesischen Staatseisenbahnen in Dresden“ verwaltet.
Infolge des Deutschen Krieges 1866 zwischen Preußen und Österreich wurde das auf preußischen Territorium gelegene Streckenstück Eigentum Preußens. Die „Sächsische Östliche Staatsbahn“ führte den Betrieb auf diesem Streckenabschnitt aber weiterhin auf Pachtbasis.
Der Anstieg der Strecke aus dem Elbtal weist mit 18,2 Promille eine steile Gradiente auf. Schwere Reise- und Güterzüge wurden daher von Dresden-Neustadt bis Klotzsche oder sogar bis Radeberg nachgeschoben. Hierfür entstand am Bahnhof Dresden-Neustadt von 1898 bis 1900 der Lokbahnhof Dresden-Neustadt, in dem u. a. anfangs fünf, in den 1960er Jahren nur noch zwei Schiebelokomotiven beheimatet waren. Außerdem wurde in den Jahren 1913 bis 1916 der Abschnitt von Dresden-Neustadt bis Klotzsche dreigleisig ausgebaut und 1921 in Betrieb genommen. Auf dem dritten Gleis verkehrten ausschließlich Güterzüge und von Klotzsche nach Dresden-Neustadt zurückkehrende Schiebelokomotiven.

### Zweiter Weltkrieg
Mit dem Beginn des Zweiten Weltkrieges am 1. September 1939 kam es zu Einschränkungen im öffentlichen Reisezugverkehr. Ab Januar 1940 entfielen die meisten Fernzüge aufgrund „anderer kriegswichtiger Aufgaben“. Es verkehrten ab jetzt Schnellzüge für Fronturlauber (SFR) und Schnellzüge mit Wehrmachtsteil (DmW). Diese durften nur mit Wehrmachtfahrkarten, Netz- und Bezirkskarten oder Sonderausweisen benutzt werden. Auf der Strecke verkehrten im Winter 1941/1942 ein SFR-Paar Leipzig – Gleiwitz, zwei DmW-Paare München bzw. Nürnberg – Breslau und drei öffentliche Schnellzugpaare München – Breslau. Das Bw Bautzen erhielt während der Kriegsjahre acht der als Kriegslok bekannten Dampflokomotiven der Baureihe 52, das Bw Görlitz sogar noch 1944 vier stromlinienverkleidete Schnellzuglokomotiven der Reihe 03.10.
Im April 1945 war die Oberlausitz Durchgangsraum für Flüchtlingstrecks vor allem aus dem schlesischen Raum und die sich zurückziehende Wehrmacht. Militärzüge hatten höchste Priorität auf der Strecke, sodass Flüchtlings- und Verwundetenzüge oft tagelang abgestellt wurden. Am 16. April stieß die Ostfront über die Neiße und erreichte am 19. April Bautzen. Die 52. sowjetische Armee mit einem schwachen Panzer- und Schützenverband begann am 20. April den Angriff auf die von Wehrmacht und Volkssturm verteidigte Innenstadt. Der Armee  Schörner gelang es, die Spitzen der Roten Armee noch einmal von ihrem Nachschub zu trennen, und verwickelte sie am 24. April in Straßenkämpfe nördlich der Linie Strehlaer Bahndamm – Bahnhof – Brauerei. Der letzte Reichsbahn-Räumungszug konnte noch am Morgen des 20. Aprils Bautzen in Richtung Bischofswerda verlassen. Als Folge der Kämpfe vom 24. April brannte das Empfangsgebäude des Bahnhofs vollkommen aus. Nach dem Kriegsende am 8. Mai 1945 ruhte der Verkehr auf der Strecke fast völlig, da alle Brücken zwischen Görlitz und Bautzen, wie zum Beispiel das Neißeviadukt in Görlitz, das Eisenbahnviadukt in Löbau, das Spreeviadukt in Bautzen und die Nesselgrundbrücke in Klotzsche von der Wehrmacht noch am 7. Mai 1945 gesprengt oder anderweitig zerstört worden waren. Weiterhin fehlte es an Fahrzeugen, da viele Lokomotiven in Richtung Westen abgefahren wurden.

### Wiederaufbau nach dem Zweiten Weltkrieg
Die Wiederaufbauarbeiten, vor allem der Viadukte, gestalteten sich schwierig. Dies bedeutete für die Reisenden häufiges Umsteigen. Dafür wurden vereinzelt zusätzliche Haltepunkte eingerichtet, so wurde zum Beispiel der Haltepunkt Löbau Ost am östlichen Brückenkopf des Löbauer Viadukts am 6. August 1945 für den Pendelverkehr nach Görlitz eröffnet. Hier mussten die Reisenden aus Richtung Görlitz laut damaligen Fahrplan vom November 1945 einen zwei Kilometer langen Fußmarsch zum Bahnhof Löbau in Kauf nehmen. In der folgenden Zeit entstanden zahlreiche Behelfsbrücken. Die Behelfsbrücke in Bautzen war im September 1945 fertiggestellt, es folgte im Oktober das Demitzer Viadukt. Nach der Fertigstellung der Blösaer Behelfsbrücke am 6. November und der Löbauer Behelfsbrücke wurde der durchgehende Zugverkehr zwischen Görlitz und Dresden-Neustadt am 10. November 1945 offiziell wieder aufgenommen. Die meisten Behelfsbrücken wurden aus Sicherheitsgründen von der Bahnpolizei und später von sogenannten Brückenwachen der Transportpolizei durchgehend bewacht. Da man vermutlich von der späteren Demontage des zweiten Streckengleises wusste, genügte vorerst der eingleisige Aufbau der Behelfsbrücken.
Im März 1946 begannen die Gleisabbauarbeiten für Reparationsleistungen an die Sowjetunion. Zwischen Dresden und Görlitz betraf dies das linke Streckengleis. Kreuzungsbahnhöfe waren unter anderem die Bahnhöfe Breitendorf, Pommritz, Kubschütz und Seitschen. Bereits am 9. November 1948 erhielt die ehemals dreigleisige Steigungsstrecke zwischen Dresden-Neustadt und Dresden-Klotzsche erneut ein zweites Gleis.

### Ausbau in den 1970er und 1980er Jahren

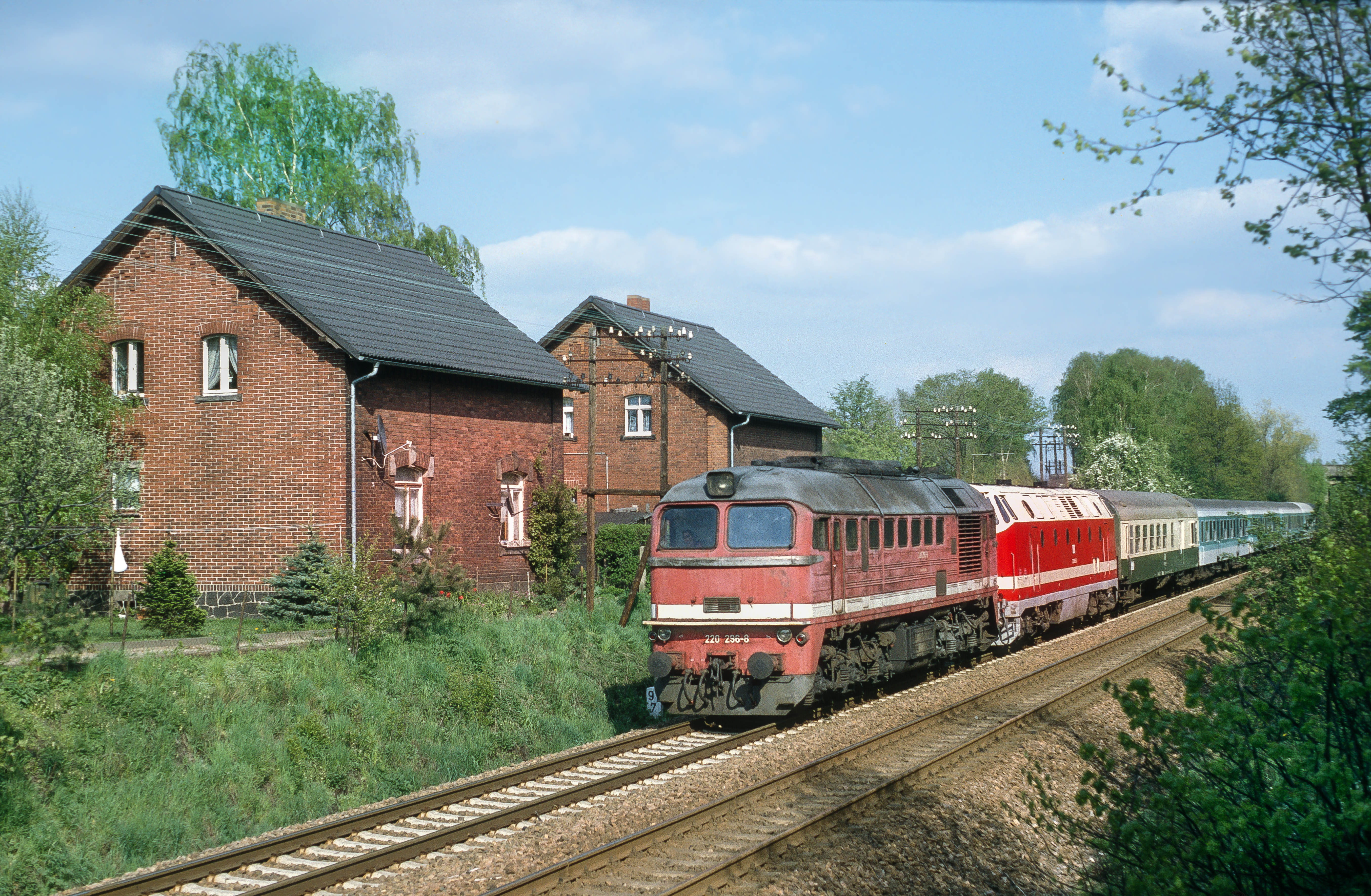
Regionalzug nach Dresden mit einer Lokomotive der Reihe 220 als Vorspann in Langebrück (1994)

1967 begann der Wiederaufbau des zweiten Streckengleises ab Dresden-Klotzsche. Am 23. April 1975 wurde der Abschnitt bis Langebrück und am 17. Juni 1975 bis Radeberg in Betrieb genommen. Am 5. Dezember 1975 erfolgte die Inbetriebnahme bis zum Bahnhof Arnsdorf.
In den weiteren Jahren folgten die Streckenabschnitte Arnsdorf–Bautzen–Breitendorf, Reichenbach–Gersdorf und Markersdorf–Rangierbahnhof Schlauroth. 1980 bzw. 1984 bekamen dann auch die Abschnitte Gersdorf–Markersdorf bzw. Löbau–Zoblitz ihr zweites Gleis zurück. Ein Grund für den Ausbau waren die vermehrt hier verkehrenden Kohlegüterzüge. Eingleisig blieben bis 1993 bzw. 2000 nur noch die Teilstücke zwischen Breitendorf und Löbau sowie Schlauroth und Görlitz. Auf der Strecke verkehrten 1975 neun Schnellzugpaare, von denen sechs von Polen kamen bzw. nach Polen weiterfuhren. Die Reisezeit betrug minimal 92 Minuten, nur sieben Minuten weniger als 1905.
Nach der Ölkrise 1979/1980 war auch die Strecke Dresden–Görlitz für eine Elektrifizierung vorgesehen. Nach den ursprünglichen Planungen sollte der elektrische Zugverkehr nach Görlitz bis 1995 aufgenommen werden. Infolge der politischen Wende in der DDR verschoben sich jedoch die Prioritäten beim Streckenausbau. Wichtiger erschienen nun die Lückenschlüsse im innerdeutschen Verkehrsnetz.

### Nach der politischen Wende 1989

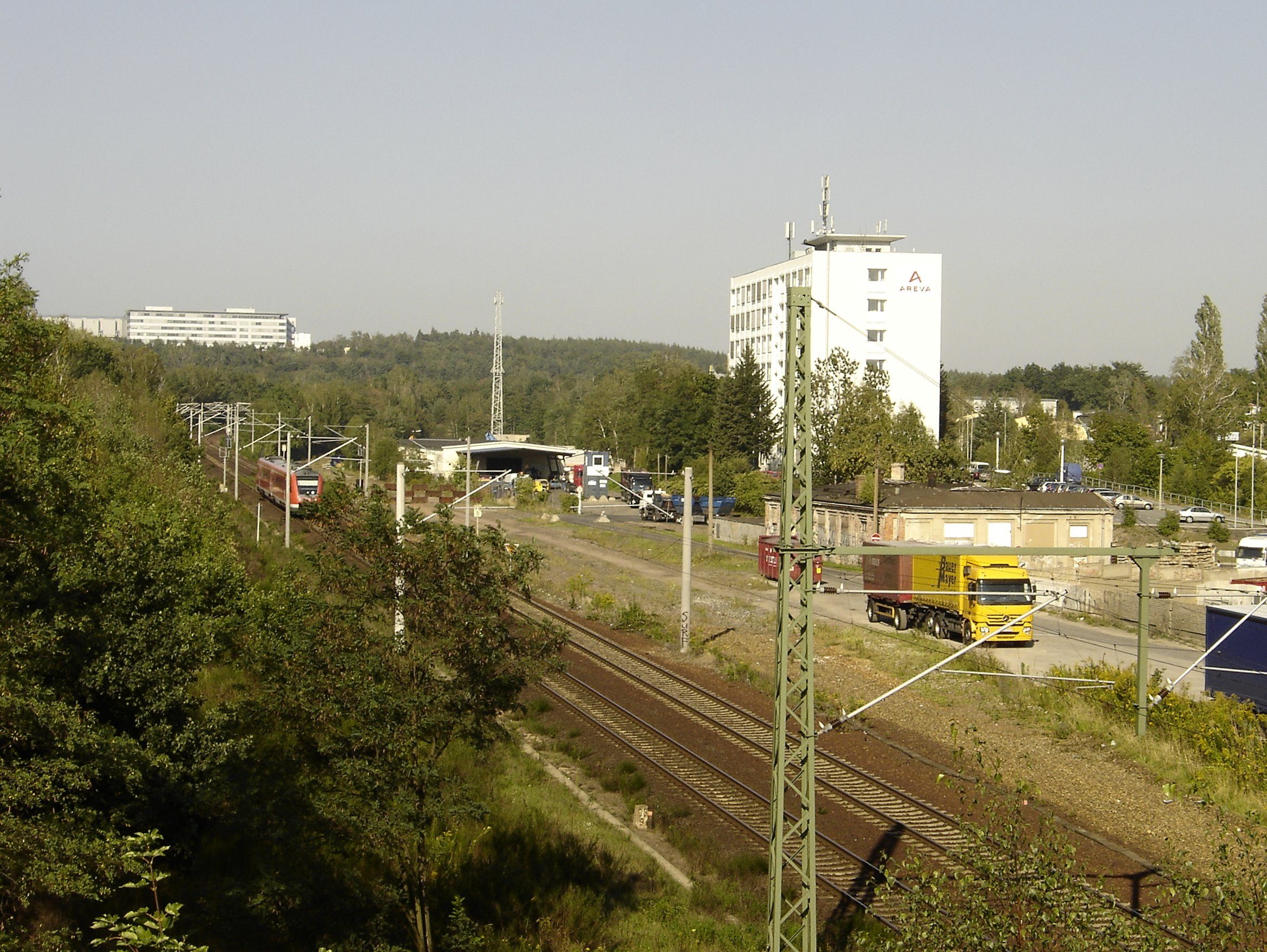
Die Eisenbahnstrecke auf Höhe der Albertstadt in Dresden

Nach der Wende wurde der zweigleisige Wiederaufbau der Strecke beschleunigt umgesetzt. Ab dem 16. Oktober 1994 konnte der letzte längere Abschnitt zwischen Breitendorf und Löbau wieder zweigleisig befahren werden. Eingleisig blieb zunächst noch die Strecke zwischen dem Abzweig Schlauroth und Görlitz. Dieser wurde dann im Zusammenhang mit dem Umbau des Knotens Görlitz im Jahr 2000 wieder zweigleisig ausgebaut. Am 25. Juni 2000 ging das zweite Gleis dort in Betrieb.
Der bisherige Schnellzugverkehr zwischen Dresden und Görlitz wurde Ende der 1990er Jahre in Interregio-Züge umgewandelt. Sie verkehrten nun mit Halt in Bautzen und Löbau im Zweistundentakt. Diese Verbindung wurde im Zusammenhang mit der Abschaffung des Interregio-Netzes in Deutschland auf drei Zugpaare pro Tag reduziert, die dann jedoch von und nach Breslau verkehrten. Zum 11. Dezember 2004 wurden diese Züge gänzlich eingestellt. Seitdem verkehren auf der Strecke Dresden–Görlitz nur noch Regionalzüge. Laut Bahnangaben seien die Züge eingestellt worden, nachdem die erwartete Nachfrage ausgeblieben sei. Eine Elektrifizierung hielt das Unternehmen zu dieser Zeit aufgrund geringer Zugdichte für nicht gerechtfertigt.
Im Jahr 2002 wurde der Abschnitt Dresden-Neustadt–Dresden-Klotzsche elekztrifiziert, um elektrischen S-Bahn-Verkehr auf der Strecke zum Flughafen zu ermöglichen. Die im Bahnhof Klotzsche aufgestellten Fahrleitungsmasten erhielten auch auf den bisher fahrleitungsfreien Seiten Aufnahmen für die Ausleger, damit ist eine Weiterführung der Elektrifizierung in diesem Bereich ohne Mastwechsel möglich. Seit dem 23. Dezember 2003 steht dort die Fahrleitung unter Spannung, der planmäßige elektrische Zugbetrieb wurde im Jahr 2004 aufgenommen.

### Heutiges Verkehrsangebot

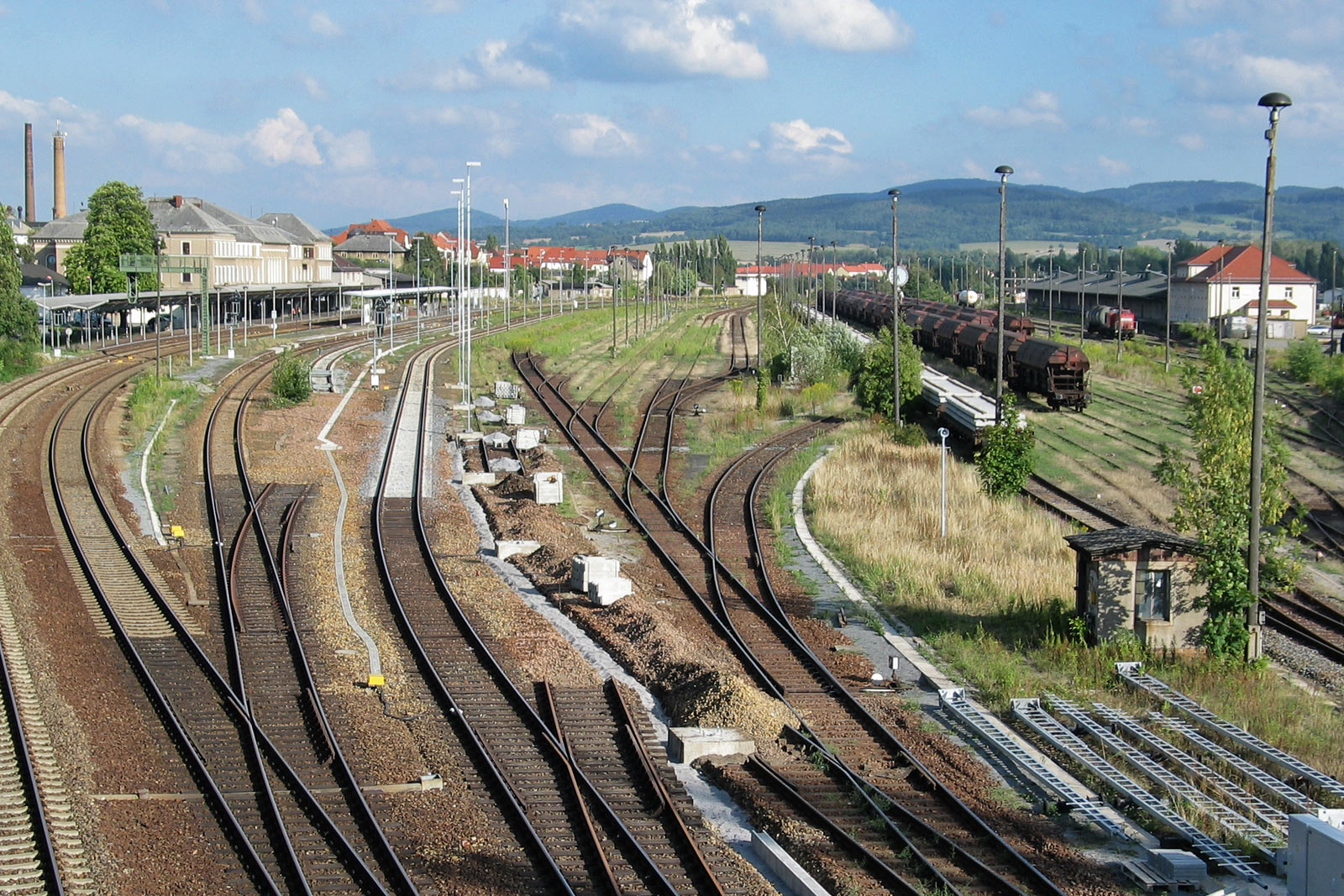
Bahnhof Bautzen im August 2006

Heute verkehren auf der Verbindung Dresden–Görlitz nur Züge des Nahverkehrs, die von den Zweckverbänden Verkehrsverbund Oberelbe und Verkehrsverbund Oberlausitz-Niederschlesien bestellt werden. Die Verstärkerzüge der Linie RB60V wurden von Dezember 2008 bis zur Einstellung im Dezember 2019 von der ODEG gefahren, alle anderen Leistungen wurden bis zum Fahrplanwechsel im Dezember 2014 noch über einen Verkehrsvertrag von DB Regio erbracht.
Die seit März 2009 mit Unterbrechungen bestehende, als Dresden-Wrocław-Express bezeichnete durchgehende Verbindung beider Städte wurde mit täglich drei Regionalexpress-Zugpaaren von DB Regio (im Bereich des VVO anfangs eigenwirtschaftlich) betrieben. Diese wurde im ersten Jahr von circa 46 000 grenzüberschreitenden Fahrgästen genutzt, was eine deutliche Steigerung gegenüber der Umsteigeverbindung darstellte, die nur von 12 000 grenzüberschreitenden Fahrgästen im Jahr davor genutzt wurde. Im zweiten Betriebsjahr stieg die Fahrgastzahl erneut deutlich um über 20 % auf ca. 56 000 Fahrgäste pro Jahr. Auch 2011 wurde mit einem Plus von 4.665 auf nun 59 631 Fahrgäste eine Steigerung erzielt. 2012 wurde die Verbindung in den normalen Regionalexpressverkehr des RE 1 integriert. Auch nach dem Fahrplanwechsel 2014 und dem damit verbundenen Betreiberwechsel der Linie RE 1 von DB Regio zu Trilex (zeitweise als TLX 1 bezeichnet) blieb die Verbindung erhalten, die DB Regio stellte weiterhin die Triebwagen zur Verfügung. Zum 1. März 2015 wurde die grenzüberschreitende Verbindung ersatzlos wegen fehlender Finanzierung der Fahrten in Polen gestrichen.
Folgende Tabelle zeigt die SPNV-Linien, die ganz oder teilweise auf der Strecke Görlitz-Dresden verkehren (Stand: Dezember 2021):
| Linie | Linienverlauf                                             | Takt in min | Bemerkung                                            |
| ----- | --------------------------------------------------------- | ----------- | ---------------------------------------------------- |
| RE1   | Dresden – Bischofswerda – Görlitz                         | 60          | alle 120 Minuten vereinigt mit RE2 bis Bischofswerda |
| RE2   | Dresden – Bischofswerda – Zittau (– Liberec)              | 120         |                                                      |
| RB33  | Dresden – Dresden-Klotzsche – Königsbrück                 | 60          |                                                      |
| RB60  | Dresden – Bischofswerda – Görlitz                         | 120         |                                                      |
| RB60  | Bischofswerda – Görlitz                                   | 120         | Umstieg von/zur RB61 in Bischofswerda, nur Mo–Fr     |
| RB61  | Dresden – Bischofswerda – Zittau                          | 120         |                                                      |
| S2    | Dresden-Flughafen – Dresden-Klotzsche – Dresden (– Pirna) | 30          |                                                      |
| S8    | Dresden – Radeberg – Kamenz                               | 30/60       | 30-min-Takt in der Hauptverkehrszeit                 |

Laut Angaben des VVO von April 2014 wurden zwischen Dresden und Görlitz, Kamenz bzw. Zittau werktags insgesamt 8500 Fahrgäste gezählt. Die Fahrgastzahlen auf der Strecke zwischen Dresden und Radeberg stieg zwischen 2011 und 2012 um sechs Prozent.
Seit dem 14. Dezember 2014 fährt die Vogtlandbahn (heute Die Länderbahn) unter dem Markennamen trilex die Linien Dresden–Görlitz und Dresden–Zittau–Liberec. Dem Angebot lag ein Ende 2013 unterschriebener Verkehrsvertrag zu Grunde, der bis 2018 laufen sollte. Das Unternehmen setzte dafür 22 Desiro-Triebwagen ein. Durch den Betreiberwechsel konnten die Kosten um rund 20 Prozent gesenkt werden. Laut einer im Januar 2014 veröffentlichten Vorabinformation sollte der Regionalverkehr zwischen Dresden und Görlitz bzw. Zittau nach dem Auslaufen dieses Vertrages neu vergeben werden.
Der neue Verkehrsvertrag wurde wiederum an Die Länderbahn vergeben und trat zum Fahrplanwechsel am 15. Dezember 2019 in Kraft. Zwischen Görlitz und Dresden besteht
seitdem werktags ein fast durchgängiger Einstundentakt bei den Regionalexpress- und Regionalbahnzügen. Die Regionalexpresszüge fahren teilweise zwischen Bischofswerda und Dresden mit den Regionalexpresszügen der Linie Zittau–Dresden vereinigt.
Seit dem 12. Dezember 2021 verkehrt die vormalige RB 34 Dresden – Kamenz als S-Bahn Linie 8. Dies ging mit der Übernahme des „VVO-Dieselnetz“ durch DB Regio einher.

### Ausbauplanungen
Im Auftrag des Freistaats Sachsen entwickelte das Institut für Eisenbahnbau der TU Dresden im zweiten Halbjahr 1990 Grobtrassierungen für verschiedene Neubaustrecken in den neuen Bundesländern. Zwischen Dresden und Görlitz war dabei eine mit 250 km/h befahrbare Neubaustrecke vorgesehen. Sie sollte sich in Dresden-Reick von der bestehenden Trasse lösen, die Elbe überqueren und nach einem rund 5 km langen Tunnel bei Arnsdorf die bestehende Strecke erreichen. Im weiteren Verlauf sollten verschiedene Ortslagen mit Neubauten umgangen werden. Bei einer Streckenlänge von 94 km sollten ICE-Fahrzeiten (ohne Zwischenhalt) von 27 Minuten (bei 300 km/h) bzw. 29 Minuten (bei 250 km/h) erreicht werden. Von Görlitz sollte eine Weiterführung nach Breslau folgen.
2003 wurde ein deutsch-polnisches Abkommen zur Zusammenarbeit bei der Weiterentwicklung der Eisenbahnverbindungen geschlossen. Vereinbart wurde neben dem Ausbau der Strecke von der deutsch-polnischen Grenze bis Dresden auf eine Geschwindigkeit von 120 bis 160 km/h auch eine langfristige Elektrifizierung. Als wichtigstes Ziel des Ausbaus wird im Vertragstext die Reduzierung der Fahrzeiten von „Zügen der Kategorien EC und IC mit klassischen Eisenbahnfahrzeugen […] auf etwa 3 Stunden 45 Minuten“ zwischen Dresden und Breslau genannt. Die Realisierung dieser Maßnahmen wird jedoch ausdrücklich „von der Verfügbarkeit der erforderlichen Finanzmittel in den Staaten der Vertragspartei“ abhängig gemacht.
Daraus wurde das Teilvorhaben Ausbau auf 120 bis 160 km/h in den Bundesverkehrswegeplan 2003 im Abschnitt Projekte EU-Osterweiterung aufgenommen. Sowohl die Geschwindigkeitsanhebung als auch die Elektrifizierung finden sich nicht im darauf aufbauenden Bedarfsplan Schiene (Anhang zum Bundesschienenwegeausbaugesetz). Beide Teilvorhaben sind absehbar finanziell nicht untersetzt, eine Erfüllung des genannten Regierungsabkommens von 2003 ist für diese Strecke vorerst nicht absehbar, auch wenn das Ziel der Elektrifizierung im Juni 2011 in einer gemeinsamen Kabinettssitzung der Bundesregierung und der polnischen Regierung bekräftigt wurde.
Im Rahmen des Projekts Via Regia plus unter Federführung des Sächsischen Staatsministeriums des Innern wurde im Jahr 2009 als konkretes Ziel für den Streckenausbau und die Elektrifizierung das Jahr 2015 benannt. Die geschätzten Gesamtkosten wurden mit 204 Millionen Euro beziffert. Im Jahr 2013 meldete der Freistaat Sachsen den Ausbau und die Elektrifizierung der Strecke für den Bundesverkehrswegeplan 2030 (BVWP 2030) an. Das Projekt ABS Dresden – Görlitz – Grenze D/PL wurde 2016 lediglich in den potentiellen Bedarf des BVWP 2030 aufgenommen.

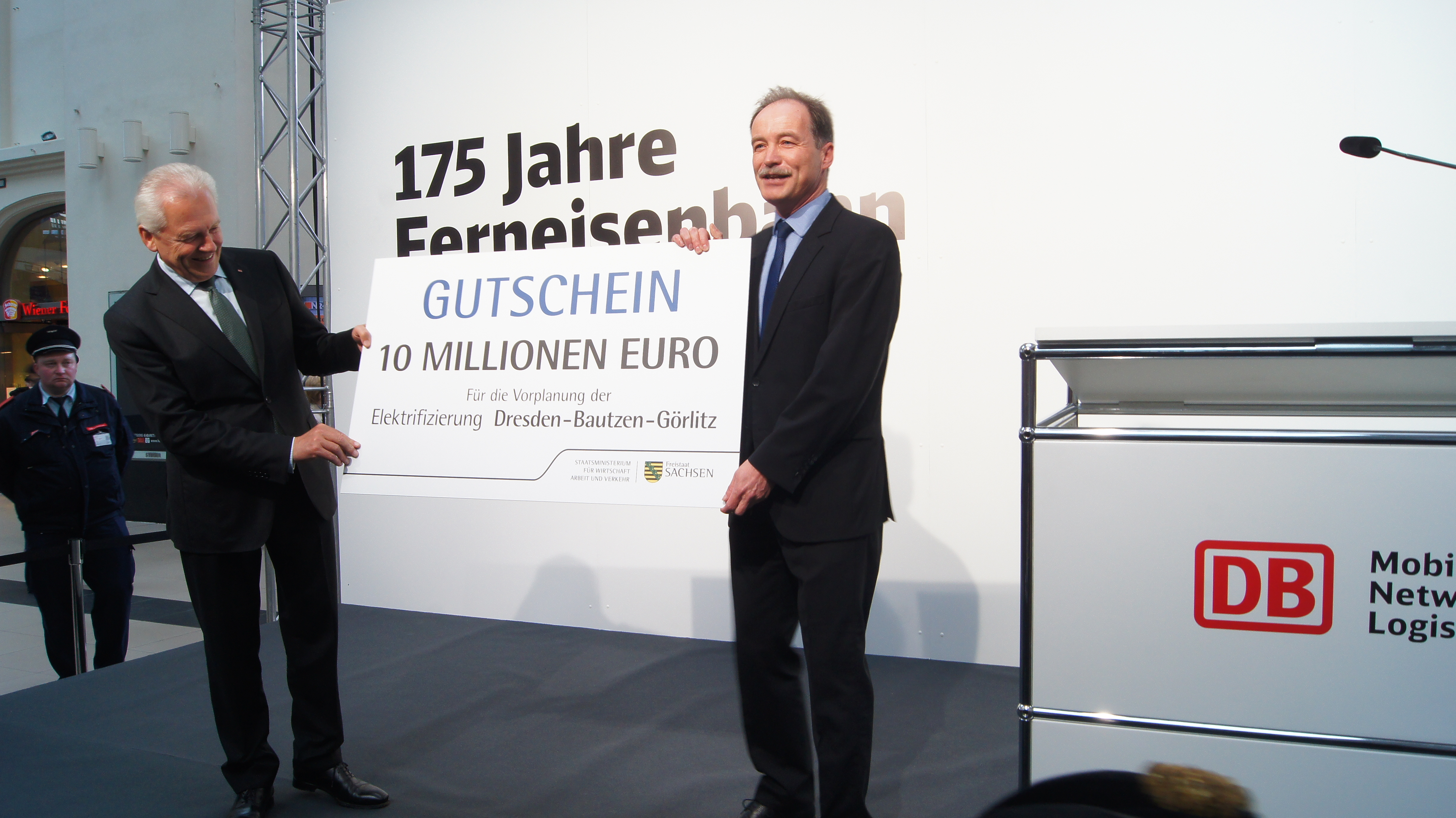
Übergabe eines symbolischen Gutscheins über zehn Millionen Euro für die Vorplanung der Elektrifizierung Dresden–Görlitz durch Staatsminister Sven Morlok an Rüdiger Grube von der Deutschen Bahn AG (April 2014)

Die damalige sächsische Staatsregierung informierte im Juli 2013, dass sie beabsichtige, die Vorplanung für die Elektrifizierung in Auftrag zu geben. Als Grundlage dafür hatte der Arbeitskreis Wirtschaft und Verkehr der damals regierenden CDU-FDP-Koalition bereits Ende 2012 beschlossen, dass Sachsen in den Jahren 2013 und 2014 insgesamt vier Millionen Euro für die Ausbauplanung bereitstellen solle.
Am 22. Juni 2015 schlossen das Sächsische Staatsministerium für Wirtschaft, Arbeit und Verkehr und die Deutsche Bahn eine Planungsvereinbarung für die Leistungsphasen 1 und 2 der Elektrifizierung Dresden–Görlitz–Bundesgrenze ab. Die Kosten für die Grundlagenermittlung in Höhe von drei Millionen Euro übernimmt der Freistaat Sachsen. Weitere sieben Millionen Euro stellt der Freistaat für die Vorplanung bereit, sofern das Vorhaben in den Bundesverkehrswegeplan 2030 aufgenommen wird.
Nachdem die Grundlagenermittlung 2015 erfolgt war, wurde im April 2017 die Vorplanung ausgeschrieben, die im August 2017 beginnen und im November 2019 abgeschlossen werden sollte. Fertiggestellt wurde die Vorplanung im Jahr 2021. Für den Teilabschnitt Dreden-Klotzsche–Bischofswerda beauftragte der Freistaat Sachsen im Dezember 2023 die DB InfraGO mit der daran anschließenden Entwurfs- und Genehmigungsplanung. Dabei wird auch die Variante einer Elektrifizierung über Bischofswerda hinaus bis Demitz-Thumitz geplant.
Gemäß Maßnahmenpaket der Bundesregierung ist die Strecke zur Elektrifizierung sowie Ausbau von derzeit 120 auf künftig 160 km/h vorgesehen.

## Streckenbeschreibung
Die Bahnstrecke Görlitz–Dresden verlässt Görlitz in westlicher Richtung. Bis Löbau durchschneidet die Trasse zunächst den Naturraum der Östlichen Oberlausitz, ein Gebiet, das vor allem durch einzelne Erhebungen und breite Talwannen charakterisiert ist. Westlich von Löbau folgt die Strecke der markanten Geländestufe zwischen dem südlich gelegenen Lausitzer Bergland und dem niedrigeren Oberlausitzer Gefilde. Sie folgt mit dieser Streckenführung der historischen Via Regia. Im Bischofswerdaer Stadtwald überquert die Trasse die nördliche Bergkette des Lausitzer Berglandes. Sie nutzt dabei wie die Straße den niedrigsten Übergang überhaupt. Bei Radeberg beginnt das längere starke Gefälle hinab ins Elbtal, das erst unmittelbar am Bahnhof Dresden-Neustadt endet. Auf diesem Abschnitt durchquert das Gleis ein größeres Waldgebiet, die Dresdner Heide.

## Fahrzeugeinsatz
Der Betrieb wurde anfangs ausschließlich von Zweikupplern mit der Achsfolge 1B übernommen. Ab 1845 besaß die Sächsisch-Schlesische Eisenbahngesellschaft sechs englische Stephenson-Lokomotiven mit den Namen Germania, Lusatia, Saxonia, Bautzen, Dresden und Görlitz. Diese Longboiler-Nassdampfmaschinen wiesen eine Lauf- sowie zwei Kuppelachsen, einen Stehkessel mit Vierseitkuppel und zwei vornliegende, überhängende Außenzylinder auf (Achsformel 1’B n2). Nach 1846 kamen von Stephenson weitere sechs Maschinen hinzu. Sie trugen die Namen Stephenson, Silesia, Bischofswerda, Löbau, Radeberg und Reichenbach. Nach dem Übergang des Eigentums auf die Sächsische Staatseisenbahn ab dem 31. Januar 1851 bekamen die Lokomotiven aufgrund der mehrfach vorhandenen Loknamen die Bezeichnungen Saxonia I, Dresden I usw.
Heute kommen auf der Strecke im Personenverkehr nur noch Triebwagen der Reihe 642 (Desiro) zum Einsatz, ganz selten bei den Verstärkerfahrten zwischen Görlitz und Bischofswerda auch Stadler Regio-Shuttle RS1. Bis 2019 bediente die ODEG diese Verstärker grundsätzlich mit Regio-Shuttles. Bis zur vollständigen Elektrifizierung der Strecke von Zgorzelec nach Breslau in Polen Ende 2019 fuhr die Deutsche Bahn mit für die polnischen Strecken zugelassenen Desiros die durchgehenden Züge von Dresden nach Breslau. Bis Ende 2014 setzte sie auf dem RE1 auch Triebwagen der Baureihe 612 (Regioswinger) ein. Diese Triebwagenbauarten lösten die lokbespannten Wendezüge auf dem Lausitzer Dieselnetz ab. Die im Regionalverkehr fahrenden Wendezüge mit Wittenberger Steuerwagen und die bis zur Einstellung verkehrenden Interregios wurden zuletzt meist mit Lokomotiven der Baureihen 234 und in Ausnahmefällen 219 bespannt. Im elektrifizierten Abschnitt zwischen Dresden-Klotzsche und Dresden-Neustadt werden auf der S-Bahn-Linie S 2 Lokomotiven der Reihe 143 mit Bombardier-Doppelstockwagen eingesetzt.

## Galerie

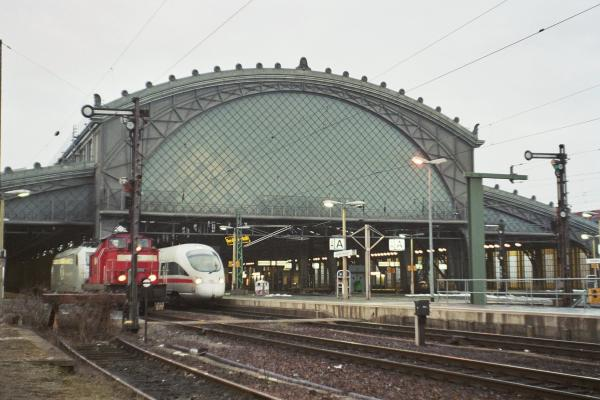
Bahnhof Dresden-Neustadt
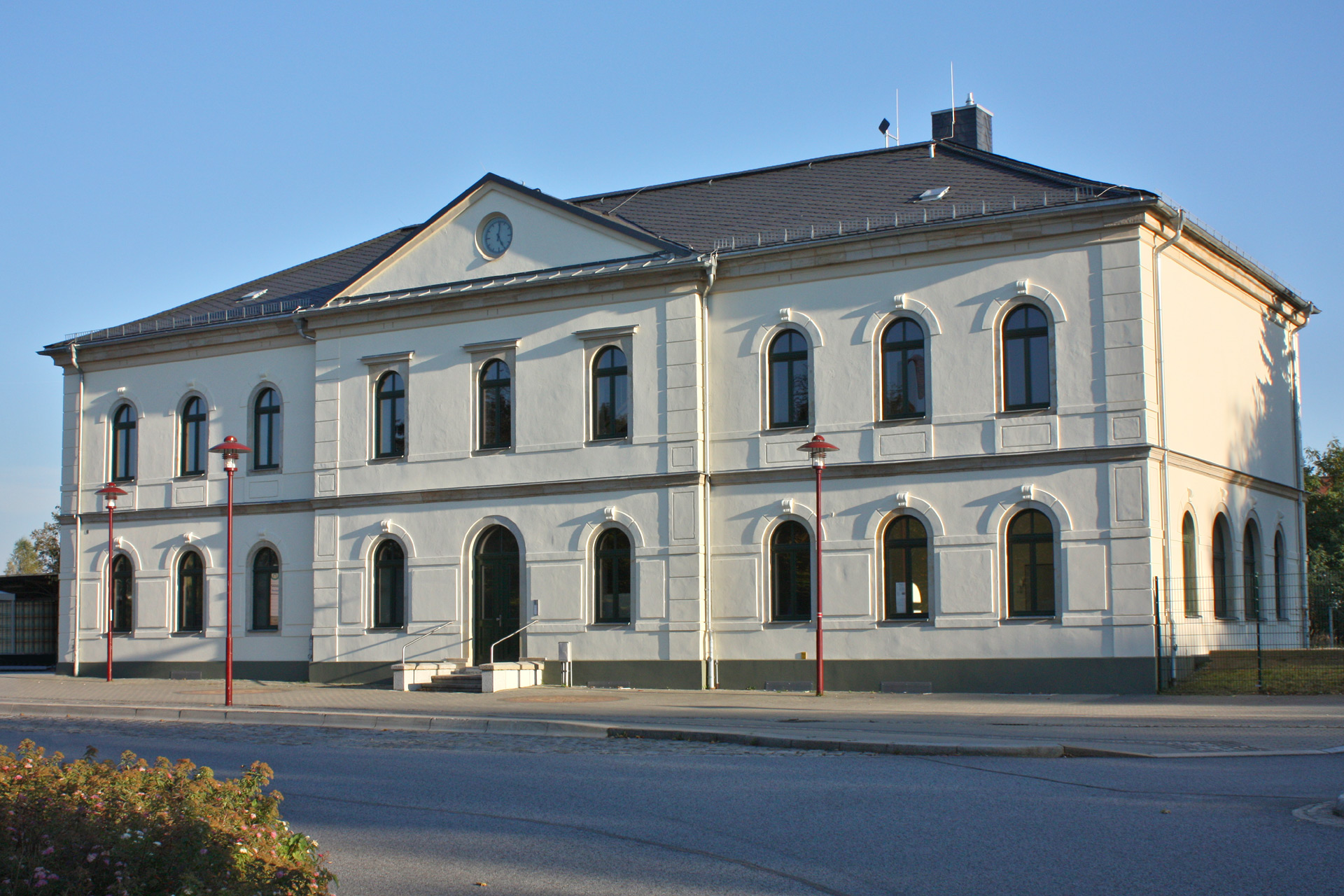
Bahnhof Bischofswerda
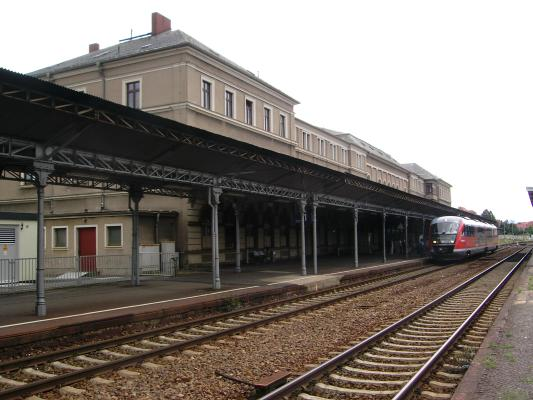
Bahnhof Bautzen
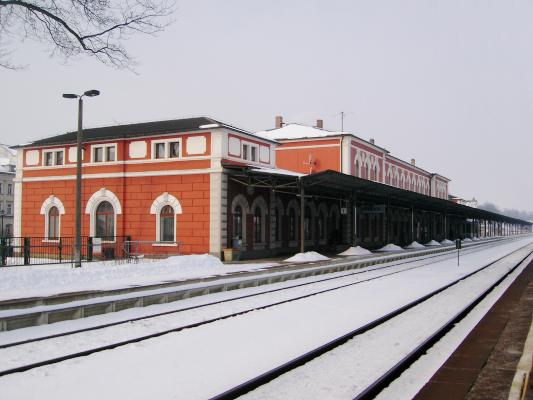
Bahnhof Löbau
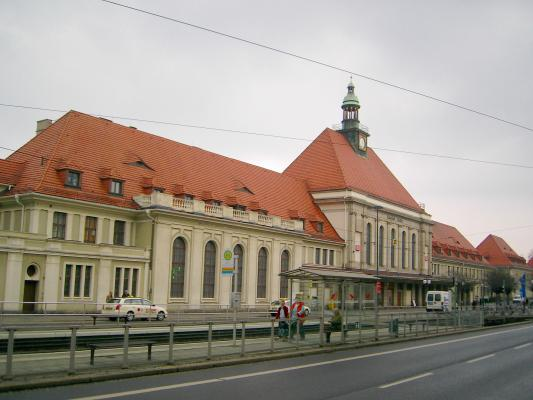
Bahnhof Görlitz